# Calcedonio
II calcedonio è il nome generico che viene dato al quarzo quando si presenta in masse compatte di silice microcristallina con tessitura fibroso-orientata. Il nome deriva dal greco Χαλκηδών (Chalkedón), riferito a Calcedonia, antica città mineraria della Bitinia (oggi Kadıköy, in Turchia) con porto sul Mar di Marmara, nei cui dintorni si estraeva il materiale usato per creare ornamenti. Tutte le varietà sono considerate pietre dure e utilizzate a scopo ornamentale, fin dall'antichità, soprattutto per la creazione di cammei e intagli. 

## Struttura e caratteri distintivi
Il calcedonio si presenta generalmente in forma di croste o masse concrezionarie, di colore uniforme o zonate con striature colorate di varie tonalità. Sono frequenti gli aggregati tondeggianti (mammellonari o botroidali) e nodulari. 
La struttura è costituita da fibre criptocristalline, isorientate e in misura minore da aggregati microgranulari. Nel caso di una tessitura criptocristallina i singoli cristalli vengono difficilmente distinti anche al microscopio a luce polarizzata. Nel caso delle strutture microcristalline isorientate, i singoli cristalli sono microscopici o sub-microscopici, allungati ed orientati parallelamente, quindi invisibili o difficilmente visibili a occhio nudo, ma distinguibili con un microscopio.
Il calcedonio è semitrasparente quando è tagliato sottile, opaco e dalla tipica lucentezza ceroide in campioni più massivi. Ha durezza 6,5-7, leggermente più bassa del quarzo, e frattura concoide granulosa.
La colorazione - molto variabile - dipende dalle impurezze presenti nel reticolo cristallino. Fin dall'antichità la colorazione è stata anche modificata tramite esposizione alla luce solare, riscaldamento, o contatto con liquidi (la pietra è altamente porosa e permette un assorbimento selettivo dei liquidi). A seconda della colorazione e dell'aspetto, il calcedonio prende varie denominazioni:
- Il calcedonio comune, il calcedonio azzurro e il calcedonio giallo: il primo ha un colore grigio azzurrognolo, biancastro o beige uniforme, ma non mancano i campioni di colore bianco-cera, azzurrognolo diafano o rosa-lilla.[3] Il secondo ha una colorazione azzurro cenerino, azzurro lilla o azzurro violetto vivace, quest'ultima è la varietà più pregiata, ma anche i campioni provenienti dall'Africa non sono da meno.[3] Il terzo non presenta mai una colorazione uniforme nei campioni naturali.[4] Probabilmente è questa variante che Plinio il Vecchio chiamò Jaspis aerizusa.

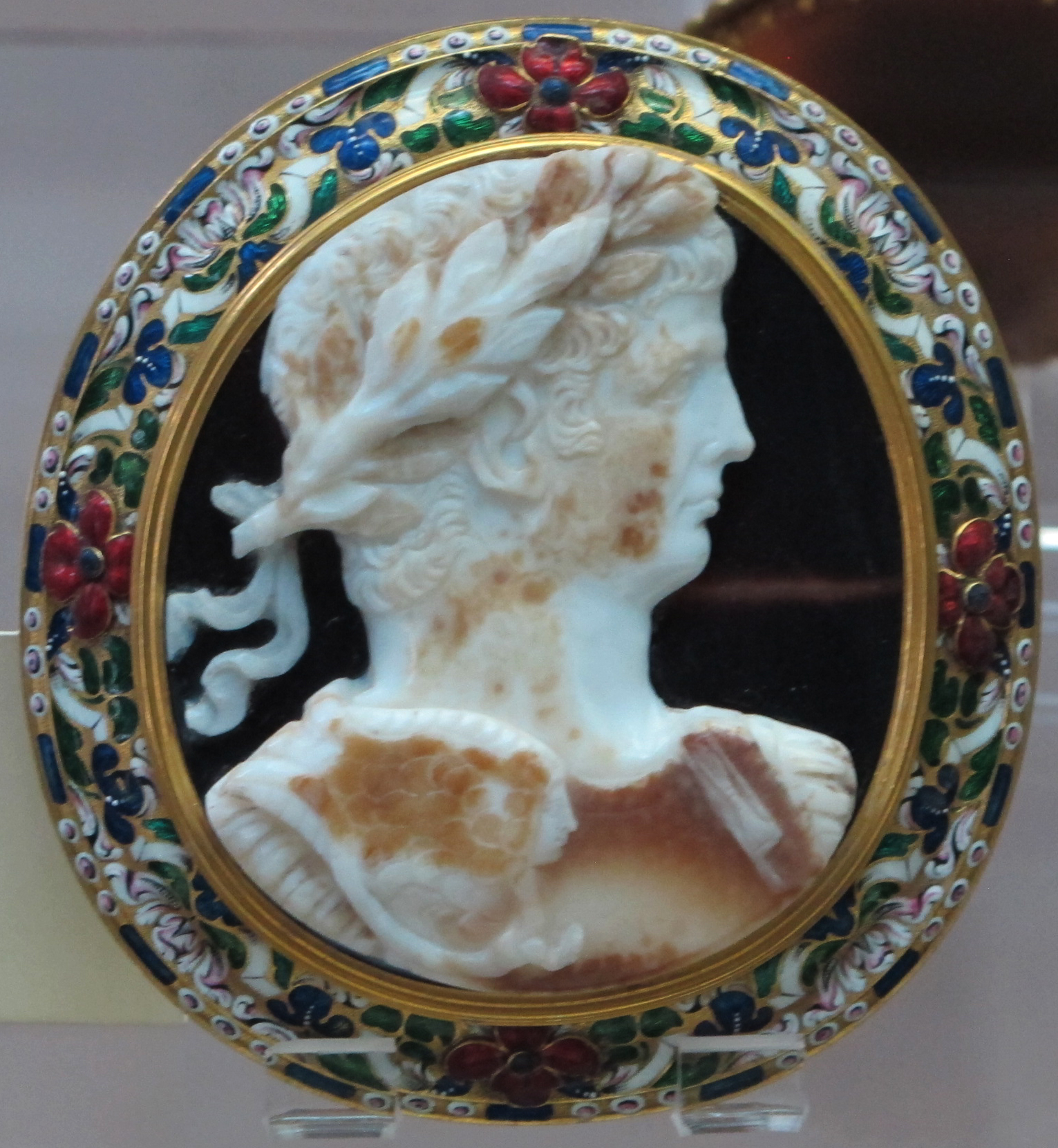
Cammeo antico dell'imperatore Claudio in agata-onice

- agata: è l'insieme di varietà zonate con strie di colorazione variabile (bianco, marrone, blu, nero, verde, rosa etc...). È il tipico prodotto di precipitazione da soluzione idrotermale in rocce magmatiche e si associa frequentemente a quarzo cristallino (quarzo ialino e ametista). Può presentare inclusioni significative di acqua (enidro). Il nome deriva dall'antico fiume Achates, oggi forse il Dirillo in Sicilia sud-orientale. Nei lapidari antichi è spesso descritta con svariati nomi, frequentemente di fantasia e difficilmente riconducibili a un preciso tipo di pietra, che si incontrano talvolta anche nella letteratura moderna[5]. Le sottovarietà sono:
  - calcedonio agata: è una sorta di incrocio tra corniola e agata, presenta la colorazione della corniola, ma guardandola attentamente mostra la struttura dell'agata, con straterelli o bande curve o rettilinee, di spessore diseguale e a colorazione bianca, bruna e grigio-giallastra.[6]
  - calcedonio agata niccolo (o calcedonio niccolo): varietà caratterizzata da strati neri e grigio-azzurri o cerulei alternati. Nell'antichità è testimoniata anche col nome di Aegyptilla (Plinio, XXXVII, 54), nome che si applicava anche al calcedonio onice e sardonica[5].
  - calcedonio agata onice (o calcedonio onice): opaco o semi-opaco, caratterizzato dall'alternanza di strati bianchi e neri, fortemente contrastanti, ideali per la realizzazione dei cammei.
  - calcedonio agata sardonica o calcedonio sardonica: alterna strati di corniola e sarda con livelli biancastri[5]. Secondo le credenze astrologiche insieme all'olivina è la pietra dei nati sotto il segno del Leone.[6]
  - agata muschiata, sorta di agata con delle sfumature verdi come se fossero di muschio dovute a clorite, orneblenda, ecc.[7]
- corniola: una varietà di calcedonio traslucida o semitrasparente con inclusioni di minerali ferrosi da alterazione come limonite o ematite, caratterizzata da un colore uniforme rosso sanguigno fino al giallo arancio. Nell'antichità si chiamava così anche la verità calcedonio sarda, e di volta in volta poteva assumere nomi simili, come Cornerina, Cornalina o Carnerina[5].
- crisoprasio: un calcedonio traslucido e nickelifero con un colore uniforme tipicamente verde chiaro/giallo-verde. In antico è chiamato anche jaspis (Plinio il Vecchio, Naturalis Historia, XXXVII, 37), è detto anche plasma a seconda dell'intensità della colorazione verde.
- eliotropio: verde scuro opaco con punteggiature microdendritiche di ossidi di ferro di colore rosso-vivo dovute a inclusione di idrossidi di ferro. Plinio il Vecchio chiamava questa varietà heliotropium o Prasius.
- onice: di colore uniforme che copre le tonalità rosso-bruno e l'intera gamma di grigi fino al nero. Se rinvenibile in forma massiva e stratificata prende il nome di selce: un materiale molto utilizzato dall'uomo nella preistoria per la preparazione di oggetti affilati e monili. Se stratificato si parla di calcedonio onice (vedi sopra).
- sarda: è una sottovarietà di corniola più scura, ma meno luminosa per via della sua colorazione, da rosso bruno a bruno marrone. La distinzione tra corniola e sarda si basa su un'interpretazione del colore, che è puramente soggettiva. Deve il suo nome a Sardi, antica capitale della Lidia.[5][4]

## Paragenesi

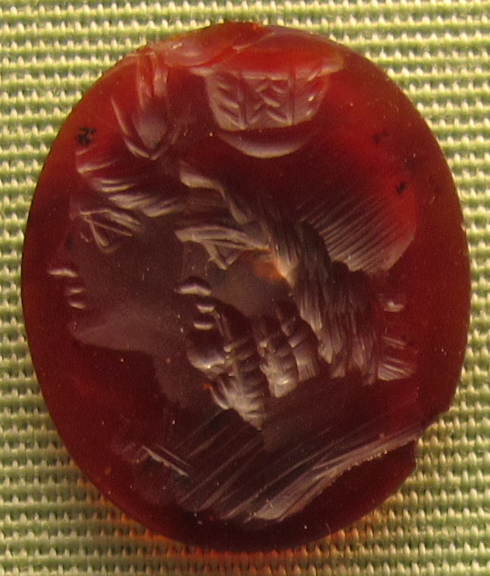
Gemma ellenistica in corniola, con incisione

L'ambiente di formazione comune è quello filoniano-idrotermale di bassa temperatura (per esempio nella cavità interna dei geodi) e metamorfico. 
Una genesi secondaria, per via della durezza del quarzo, è quella nelle rocce sedimentarie detritiche. Talvolta il calcedonio si può formare anche per trasformazione ricostruttiva dal pipo (che ha una struttura disordinata e parzialmente instabile).